# Rodrigo Chagas
Rodrigo Sebastián Chagas Díaz (Artigas, 20 de agosto de 2003) es un futbolista profesional uruguayo que juega como centrocampista en Juventud de Las Piedras de la Primera División de Uruguay, cedido por Nacional .

## Carrera
Chagas debutó profesionalmente el 21 de septiembre de 2022 con Nacional en un partido contra Rampla Juniors, en donde fueron derrotados por tres goles.
Chagas es jugador de la Selección de fútbol sub-20 de Uruguay.

## Palmarés

### Títulos nacionales
| Título              | Club     | País    | Año  |
| ------------------- | -------- | ------- | ---- |
| Torneo Intermedio   | Nacional | Uruguay | 2022 |
| Torneo Clausura     | Nacional | Uruguay | 2022 |
| Campeonato Uruguayo | Nacional | Uruguay | 2022 |
| Torneo Intermedio   | Nacional | Uruguay | 2024 |

### Títulos internacionales
| Título              | Club                     | Sede      | Año |
| ------------------- | ------------------------ | --------- | --- |
| Copa Mundial Sub-20 | Selección Sub-20 Uruguay | Argentina |     |